# بشرى الرامزي
بشرى الرامزي (28 فبراير 1975 -)، مذيعة كويتية. بدأت مشوارها في عام 2001 مع المذيعة مها محمد وحليمة بولند. وقدمت برامج وفعاليات عديدة على تلفزيون الكويت.